# Ciferrina pulchella
Ciferrina pulchella är en svampart som beskrevs av Petr. 1932. Ciferrina pulchella ingår i släktet Ciferrina, divisionen sporsäcksvampar och riket svampar.   Inga underarter finns listade i Catalogue of Life.